# Gotthart Köhler
Gotthart Köhler (* 1909 in Glauchau; † 2006) war ein deutscher Elektrotechniker und DDR-Nationalpreisträger.

## Leben
Der aus Glauchau stammende Köhler lernte Schlosser und Elektroinstallateur. Nach dem Studium in Chemnitz an der Staatlichen Akademie für Technik erhielt er als Ingenieur 1934 seine erste Arbeitsstelle im Elektromotorenwerk Heidenau (Sachsen). Aufgrund der Rüstungsproduktion seiner Arbeitsstätte wurde er während des Krieges nicht zur Wehrmacht eingezogen. Nach Kriegsende zog er nach Lößnitz (Erzgebirge) und arbeitete im benachbarten Zwönitz, wo er das dortige Elektromotorenwerk aufbaute. Er trat in die CDU ein. 1950 bewarb er sich im Elektromotorenwerk Wernigerode erfolgreich um eine Stelle, die er am 29. November antrat. Er wurde Direktor des Werkes. Diese Funktion legte er 1953 nieder und wurde nun stellvertretender Direktor. Der 17. Juni 1953 endete für ihn mit einem Kreislaufkollaps. Nach seiner Genesung wurde er Chefkonstrukteur. Zu seinen Erfindungen zählt u. a. der Isolierlack Isoperlon.
1969 trat er auf ärztliche Empfehlung kürzer. Bis 1973 stand der dem Werkdirektor als wissenschaftlicher Mitarbeiter zur Seite, anschließend trat er in den Ruhestand.

## Ehrungen
- Nationalpreis der DDR